# Бурдатський
Бурдатський — селище в Ленінградському районі Краснодарського краю Російської Федерації. Входить до складу Восточного сільського поселення.
Населення — 88 осіб (за даними перепису 2010 року).
Поселення розташоване на річці Сосика, притоці  Єї.
| Росія | Це незавершена стаття з географії Росії. Ви можете допомогти проєкту, виправивши або дописавши її. |